# Stisseria orbicularis
Stisseria orbicularis là một loài thực vật có hoa trong họ La bố ma. Loài này được (Andrews) Kuntze miêu tả khoa học đầu tiên năm 1891.